# 孱弱马先蒿
孱弱马先蒿（学名：Pedicularis infirma）为列当科马先蒿属的植物，是中国的特有植物。分布于中国大陆的云南等地，生长于海拔3,000米的地区，见于开旷及多沙的地方，目前尚未由人工引种栽培。